# Cabildo abierto del 22 de mayo de 1810
Cabildo abierto del 22 de mayo de 1810 es un cuadro realizado por el artista chileno Pedro Subercaseaux. En él se refleja la interpretación del artista sobre los eventos del Cabildo abierto realizado en Buenos Aires el 22 de mayo de 1810, el cual fue uno de los puntos álgidos de la Revolución de Mayo.

## Creación
El cuadro fue pintado en Chile en 1908, por encargo de Adolfo Carranza, con motivo de la preparación de la celebración del Centenario de la Revolución de Mayo que tuvo lugar en 1810. El pintor envío una carta en los siguientes términos.

...si, como lo espero, resulta digno del asunto, me resuelvo a emprender esta obra, previniéndole a Ud. que en caso que la realice a satisfacción, su valor será de quince mil pesos moneda nacional, siendo las dimensiones del cuadro de cuatro metros de ancho por tres de alto.

De acuerdo a las corrientes historicistas europeas, Subercaseaux procuró elegir un momento determinante, recrear la atmósfera y darle la magnificencia requerida. Para realizar los estudios de iluminación y perspectiva se basó en fotos contemporáneas del interior del Cabildo de Buenos Aires, aunque este había sido remodelado y ya no era similar al de la época virreinal. El momento representado es aquel en que tiene la palabra Juan José Paso, quien es el que sobresale de la multitud de la izquierda. En la multitud derecha, al frente, se representa a Mariano Moreno con un gesto grave y preocupado. A la derecha, sobresaliendo por su estatura de ocho pies, Buenaventura Arzac, a quien se lo consideraba «el gigante de mayor». 
En la actualidad el cuadro se conserva en el Museo Histórico Nacional (Argentina).